# Empresa Gazômetro de Transportes
A Empresa Gazômetro de Transportes. (conhecida apenas por Gazômetro) é uma empresa de transporte coletivo brasileira, com sede em Porto Alegre, Rio Grande do Sul. Foi associada ao Consórcio Unibus e hoje ao Consórcio Mais juntamente com a empresa Sudeste. Sua numeração inicial é 40xx. É importante ressaltar que a grafia do nome da empresa é bastante confundida com a Usina do Gasômetro, que se escreve com "s" ao contrário da empresa que é com "z".

## Histórico
A empresa iniciou suas atividades no ano de 1950, após seu fundador receber após o pagamento de uma dívida, um ônibus velho sem motor e sem pneus, que foi restaurado e passou a fazer linhas nos bairros Independência e Auxiliadora.

## Concorrência
Depois de algum tempo, em torno de meses, foram adquiridos outros 04 veículos que foram operar na linha Agronomia, que também era operada pela Empresa Piedade. Após a notícia da aquisição de mais 05 veículos para a frota.

## Troca
O dono da Empresa Piedade, propôs a troca da linha na Agronomia pela linha do Gazômetro nas imediações do Rio Guaíba. No ano de 1955, após ser reconhecida pelos seus bons serviços, a Gazômetro recebeu a concessão da SMT para operar as linhas 38 - Santana e 39 - São Manoel,

## Frota atual
A Gazômetro opera com uma frota de 25 veículos equipados com chassis Mercedes-Benz (OH-1418, OH-1518, OH-1621LE, OH-1622L, OF-1722M e O-500M) e carrocerias Marcopolo (Torino G6, Viale e Gran Viale articulado), Neobus (Mega 2000 e Mega 2006) e Comil (Svelto 2008).
É a menor empresa de ônibus operante em Porto Alegre e faz parte do consórcio Via Leste.